# Margrethe-Rührschüssel

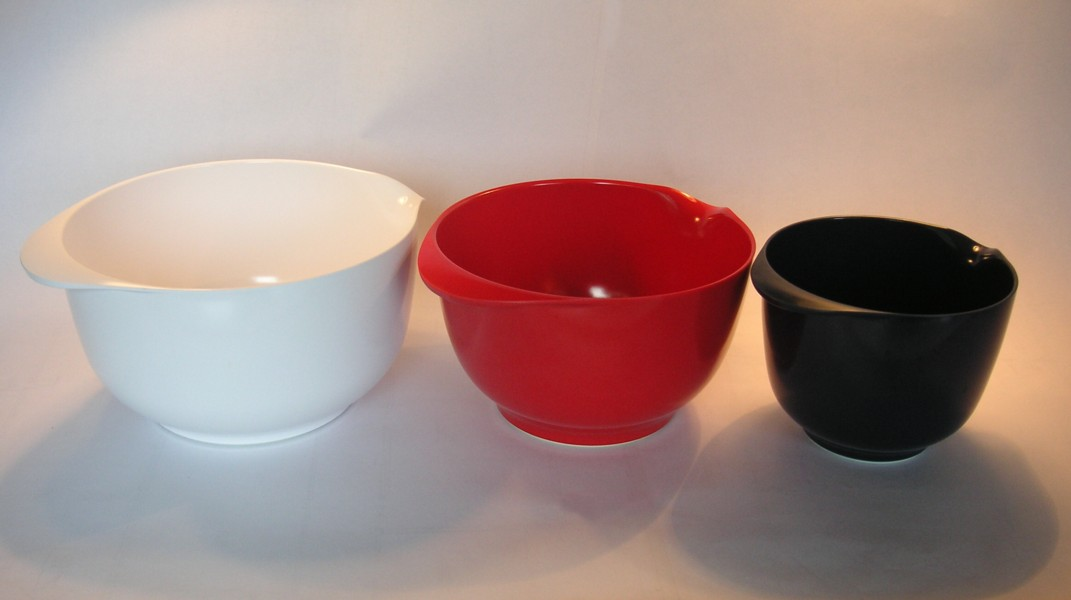
Margrethe-Rührschüsseln

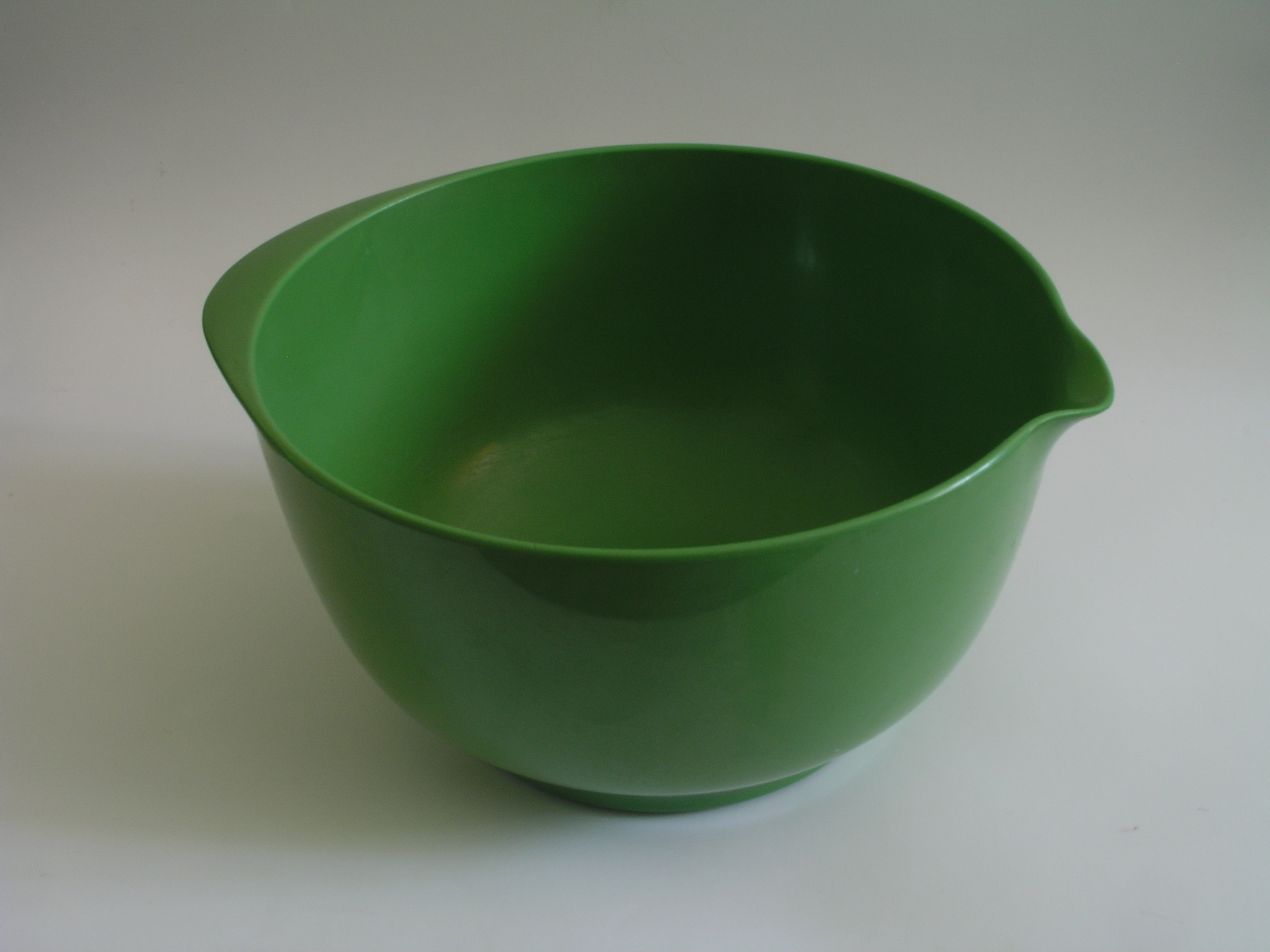
Grüne Schüssel mit Griff und Schnaupe

Die Margrethe-Rührschüssel wurde 1950 von Jacob Jensen im Designstudio von Sigvard Bernadotte und Acton Bjørn entworfen und anfangs von der dänischen Firma Rosti produziert. Sie gilt als Design-Klassiker.

## Entwicklung
Erste Überlegungen zur Entwicklung einer funktionalen Rührschüssel wurden 1947 angestellt. Die Schüssel sollte stabil und stapelbar, gut festzuhalten, zu entleeren und zu reinigen sein. Jacob Jensen führte den Entwurf aus und ließ ein Modell herstellen, für das er ein Honorar von 2.300 Kronen erhielt. Die ersten Schüsseln wurden 1950 produziert. 
Zum Verkaufsschlager wurde das Produkt jedoch erst 1955, nachdem es Sigvard Bernadotte nach seiner kleinen Nichte Prinzessin Margrethe (der späteren Königin Margrethe II.) benannte. Sie stand im Licht der Öffentlichkeit, weil sie erst im Jahr zuvor durch eine Volksabstimmung zur Thronfolgerin erhoben worden war. Die Namensgebung bedurfte der Genehmigung des dänischen Hofes.
Ein bedeutender Abnehmer war die deutsche Firma Dr. Oetker. Zusätzlich förderte die zunehmende Verbreitung von elektrischen Handrührgeräten den Absatz von Kunststoffschüsseln.
1966 wurden zwei weitere Größen in das Sortiment aufgenommen. Außerdem wurde die Standfestigkeit durch einen Gummiring am Fuß verbessert.
2014 wurden die Schüsseln unter dem Slogan „60 Jahre Margrethe-Schüssel“ relanciert. Die Schüssel ist in verschiedenen Größen, vom Eierbecher bis zur 5-Liter-Schüssel, und Farben erhältlich. Ergänzt wird die Serie durch Plastikabdeckungen und weiteres Zubehör. Die 1,5-Liter-Schüssel wird auch in Porzellan hergestellt.

## Produzent
Die Firma Rosti wurde 1944 von Rolf Fahrenholtz und Stig Jørgensen in Kopenhagen gegründet. 1967 verlagerten sie die Produktion nach Roskilde. Die Formgebung ihrer Haushaltswaren aus Bakelit und Melamin orientierte sich zunächst an herkömmlichem Porzellangeschirr.
1993 fusionierte das Unternehmen mit der niederländischen Firma Mepal, 1950 von Egon Wolff begründet. 

## Klassiker-Status
Als Würdigung des Entwurfs brachte Post Danmark 1997 im Rahmen der Serie „Dänisches Design“ eine 4-Kronen-Briefmarke heraus. 
Margrethe-Schüsseln finden sich in Design- und Kunstsammlungen weltweit, so im Designmuseum Danmark in Kopenhagen und im Museum of Modern Art in New York.

## Variante
Zum 50. Jubiläum gab Rosti-Mepal bei Jacob Jensen Design eine aktualisierte Variante in Auftrag. Diese Schüssel Victoria ist nach der schwedischen Thronfolgerin Victoria von Schweden benannt. Der Griff wurde mit einer Aufhängeöse versehen, der Rand modifiziert, die Schnaupe verstärkt. Am Gummifuß sorgen Ablauflöcher dafür, dass Spülwasser abrinnen kann.